# Burnt Store Marina
Burnt Store Marina és una concentració de població designada pel cens dels Estats Units a l'estat de Florida. Segons el cens del 2000 tenia 1.271 habitants.

## Demografia
Segons el cens del 2000, Burnt Store Marina tenia 1.271 habitants, 672 habitatges, i 534 famílies. La densitat de població era de 402,2 habitants per km².
Dels 672 habitatges en un 2,1% hi vivien nens de menys de 18 anys, en un 78,3% hi vivien parelles casades, en un 0,7% dones solteres, i en un 20,4% no eren unitats familiars. En el 17,9% dels habitatges hi vivien persones soles l'11,3% de les quals corresponia a persones de 65 anys o més que vivien soles. El nombre mitjà de persones vivint en cada habitatge era d'1,89 i el nombre mitjà de persones que vivien en cada família era de 2,09.
Per edats la població es repartia de la següent manera: un 1,9% tenia menys de 18 anys, un 0,6% entre 18 i 24, un 4,2% entre 25 i 44, un 51,5% de 45 a 60 i un 41,8% 65 anys o més.
L'edat mediana era de 63 anys. Per cada 100 dones de 18 o més anys hi havia 97,6 homes.
La renda mediana per habitatge era de 61.786 $ i la renda mediana per família de 68.542 $. Els homes tenien una renda mediana de 31.750 $ mentre que les dones 17.163 $. La renda per capita de la població era de 46.050 $. Entorn del 3,4% de les famílies i el 3,6% de la població estaven per davall del llindar de pobresa.

## Poblacions més properes
El següent diagrama mostra les poblacions més properes.